# Bradavičasta svinja
Bradavičasta svinja (latinski: Phacochoerus africanus) je divlja svinja koja živi u travnjacima, savanama i šumama, u subsaharskoj Africi. U prošlosti je često bila tretirana kao podvrsta P. aethiopicusa, čije je danas znanstveno ime ograničeno na Pustinjska bradavičasta svinja sjeverne Kenije, Somalije i istočne Etiopije. 
Zajednički naziv dolazi od četiri velike, bradavice poput izbočina koje se nalaze na čelu svinje, koje služe kao rezerva masti i koriste se za obranu kada se mužjaci bore. Govornici afrikaansa životinju zovu  "vlakvark", što znači "svinja iz ravnice".

## Podvrste
- Nolanska bradavičasta svinja (Phacochoerus africanus africanus) (Gmelin, 1788.) – Burkina Faso, Obala Bjelokosti, DR Kongo, Etiopija, Gana, Gvineja-Bissau, Čad, Mauritanija, Nigerija, Senegal, Sudan
- Eritrejska bradavičasta svinja (Phacochoerus africanus aeliani) Cretzschmar, 1828. – Eritreja, Etiopija, Djibouti, Somalija
- Srednjoafrička bradavičasta svinja (Phacochoerus africanus massaicus) Lönnberg, 1908 – Kenija, Tanzanija
- Južna bradavičasta svinja (Phacochoerus africanus sundevallii) Lönnberg, 1908. – Bocvana, Namibija, Južna Afrika, Zimbabve

## Opis
Bradavičasta svinja je srednje velika svinja iz porodice Suidaea. Glava i dužina tijela kreće se u veličini 0,9 do 1,5 m u dužini a visina je 63,5–85 cm. Ženka bradavičaste svinje teška je od 45 do 75 kg, obično su malo manje i lakše od mužjaka, koji su teški od 60 do 150 kg. Bradavičava svinja je prepoznatljiva po dva para kljova koje vire iz usta i vijugaju prema gore. Donji par je daleko manji od gornjeg para, kljove su vrlo oštre zbog trljanja gornjeg para svaki put kada svinja otvara i zatvora usta. Gornji očnjaci mogu narasti do 25,5 cm, u presjeku su gotovo pravokutni,  oko 4,5 cm su duboki i 2,5 cm široki. Kljova se uzdiže 90 stupnjeva ili više od korijena, kako raste savija se prema nazad. Kljove se koriste za kopanje, za borbu s drugim svinja, i u obrani od grabežljivaca kojima može zadati teške ozljede.
Na leđima svinja ima veliku grivu koja ide prema dolje kralježnicom na sredini leđa.  Prorijeđena dlaka pokriva cijelo tijelo. Boja je obično crna ili smeđa. Repovi su dugi i na kraju je pramen dlaka. Zajedničko bradavičastim svinjama je što nemaju potkožnog masnog tkiva i dlaka je prorijeđena, što ih čini osjetljvim na ekstremne temperature.

## Ekologija
Bradavičava svinja je svinjska vrsta koja je prilagođena ispaši u savani.  Ona je svejed, prehrana se sastoji od trave, korijenja, bobica i drugih plodova, kore, gljiva, kukaca, jaja i strvina.  Prehrana je pravovremeno promjenjiva, ovisno o dostupnosti različitih namirnica. Tijekom kišne sezone bradavičaste svinje pasu travu.  Tijekom sušne sezone jedu lukovice, stabljike i hranjivo korijenje. Snažni su kopači, koristeći i njušku i noge. Dok se hrane, često savijaju prednje noge unatrag i kretaju se na zapešćima.  Jastučići koji štite zglobove tijekom tog pokreta obliku se vrlo rano još u razvoju fetusa. Iako oni mogu kopati vlastite jazbine, obično zauzimaju napuštene jazbine od Afrički mravojeda ili drugih životinja. Bradavičava svinja obično u jazbinama leži s glavom okrenutom prema otvoru gdje je spremna naglo izletiti u slučaju opasnosti. Valjanjem u blatu štiti se od visokih i niskih temperatura.
Iako je sposobana za borbe (mužjaci se agresivno bore jedni protiv drugih tijekom sezone parenja) bradavičastim svinjama primarna obrana je bijeg pomoću brzog sprint. Glavni predatori su im ljudi, lavovi, leopardi, krokodili, hijene i gepardi koji su također u stanju uhvatiti bradavičastu svinju do vlastite težine te ptice grabljivice kao što su sova i orao koji ponekad vrebaju na praščiće.   Međutim, ako ženka bradavičaste svinje ima bilo kakve prasadi ona će ih braniti vrlo agresivno. Svinja može nanijeti smrtne rane predatorima, uključujući i velike lavove, bitke ponekad završavaju da lavovi iskrvare do smrti.

## Socijalno ponašanje i reprodukcija
Bradavičave svinje nisu teritorijalne životinje, ali zauzimaju područje svoga doma, žive u skupinama.  Ženke žive u skupinama s mladima i s drugim ženkama. One imaju tendenciju da ostanu u svojoj rodnoj skupini, dok mužjaci znaju otići, ali ostati unutar područja jazbine. Odrasli mužjaci znaju otići od skupine i vratiti se kada je vrijeme parenja. Na licu imaju dvije žlijezde jednu je kljovna žlijezda, a druga žlijezda lojnica. Svinje oba spola počinju obilježavati (područje, ženke, mužjake) s oko šest do sedam mjeseci starosti. Mužjaci imaju tendenciju da označavaju više od ženki. Mjesta koja su obilježena uključuju jazbinu za spavanje i područje hranjenja i pojilište.  Kljovne žlijezde koristite se za udvaranja, za antagonističkio ponašanje, te utvrđivanje statusa.
Svinje se počinju pariti u kasnom kišnom ili početkom sušne sezone, rađanje počinje početkom sljedeće kišne sezone. Mužjaci se pare s više ženki, ovisno o spremnosti ženki. Oni se često bore za ženke te ih čuvaju jedni od drugih. U vrijeme parenja mužjak će čekati ženku da se pojavi izvan jazbine, te će ju sljediti. Dominantna svinja će istisnuti sve druge svinje koje se također pokušavaju udvarati ženki.
Tipičan period skotnosti je pet ili šest mjeseci. Kada su spreme oprasiti se ženke privremeno napuštaju svoje obitelji te se prasi u posebnoj jazbini. Leglo se sastoji od dva do osam prasad, obično od dva do četiri praščića. Ženka će ostati u rupi nekoliko tjedana dojeći prasad.   U slučaju da izgubi svoje leglo ženka može primiti druge prašćiće. Prasad počinje pasti na oko dva do tri tjedan starosti a prestaju sisati za šest mjeseci.

## Zaštita
Brojnost bradavičastih svinja u južnoj Africi procjenjuje se na oko 250.000. Tipična gustoća u rasponu je između 1 i 10 po km ² u zaštićenim područjima, ali lokalna gustoća je 77 po km ² u Nacionalnom parku Nakuru. Vrsta je osjetljiva na sušu i lov (naročito sa psima), što može rezultirati lokaliziranim izumiranjem.  Bradavičasta svinja je prisutna u brojnim zaštićenim područjima.

## Vanjske poveznice
- (engl.) Bradavičasta svinja na Animal Diversity Web

Ostali projekti
|  | Zajednički poslužitelj ima još gradiva o temi Bradavičasta svinja |
|  | Wikivrste imaju podatke o taksonu Bradavičasta svinja             |